# Stěpan Makarov
Stěpan Osipovič Makarov (rusky Степан Осипович Макаров; 27. prosince 1848jul./ 8. ledna 1849greg. Nikolajev – 31. březnajul./ 13. dubna 1904greg. u přístavu Port Arthur) byl velitel ruského tichomořského loďstva, viceadmirál, oceánograf, polární badatel, lodní konstruktér, technik a autor několika knih. 

## Život
Narodil se v Nikolajevu jako syn poddůstojníka carského loďstva. Ve věku osmi let odešel na Dálný východ, kam byl jeho otec přeložen. Vystudoval Námořní akademii v Nikolajevsku na Amaru, která připravovala důstojníky obchodního loďstva. Svými znalostmi zaujal velitele školy, admirála Kazekeviče, který ho doporučil jako kadeta k válečnému námořnictvu. V roce 1866 se objevil jako sedmnáctiletý kadet v Baltské flotě.
V roce 1869 byl povýšen do hodnosti podporučíka. Bojoval v rusko-turecké válce jako velitel torpédového člunu. Během války se stal národním hrdinou a získal několik řádů.
V letech 1882 až 1886 sloužil u Baltské floty ve štábu admirála Popova. V roce 1890 se ve věku 41 let stal nejmladším ruským admirálem. V prosinci 1899 se stal velitelem přístavní pevnosti Kronštadtu ve Finském zálivu. V roce 1901 probádal trasy kolem Země Františka Josefa a severozápadní pobřeží Nové země.
V roce 1895 velel Makarov Středomořské eskadře při jejím přesunu na Dálný východ. Po spojení s Tichooceánskou eskadrou dostaly ale tyto lodě jiného velitele.
Zahynul na palubě bitevní lodě Petropavlovsk během rusko-japonské války nedaleko přístavu Port Arthur, když jeho loď najela na minu.

## Návrhy
K jeho návrhům patří snaha vybavit dělostřelecké granáty měkkou špičkou (tzv. Makarovova čepička/klobouček), která by zvýšila jejich průraznost. Ta se pak stala důležitou součástí dnešních APCBC nábojů. Ruská armáda však zavedla toto vylepšení mezi posledními.